# Wenzel Fleischer
Wenzel Alexander Fleischer (24. října 1806 Litoměřice – 22. října 1883 Litoměřice) byl rakouský a český lékař a politik německé národnosti, během revolučního roku 1848 poslanec Říšského sněmu, v 2. polovině 19. století poslanec Říšské rady a dlouholetý starosta Litoměřic.

## Biografie
Vystudoval medicínu. Působil jako městský lékař ve Šluknově. Vykonával zde funkci starosty. Během revolučního roku 1848 se zapojil do veřejného dění. Ve volbách roku 1848 byl zvolen do ústavodárného Říšského sněmu. Zastupoval volební obvod Šluknov. Profesně byl uváděn jako lékař. Na sněmu se řadil k pravici.
V 60. letech 19. století po obnovení ústavního života se znovu zapojil do zemské i celostátní politiky. Zároveň byl dlouholetým starostou Litoměřic (v období let 1862–1881). Město mu udělilo čestné občanství.
Od zemských voleb v roce 1861 zasedal na Českém zemském sněmu za kurii městskou, obvod Litoměřice – Lovosice, do niž byl zvolen jako oficiální německý kandidát (takzvaná Ústavní strana, liberálně a centralisticky orientovaná, odmítající federalistické aspirace neněmeckých etnik). Zemský sněm ho v roce 1861 delegoval i do Říšské rady (tehdy ještě volené nepřímo), za kurii měst a průmyslových míst. K roku 1861 se profesně uvádí jako lékař a starosta, bytem v Litoměřicích.